# Sahechores de Rueda
Sahechores de Rueda es una localidad de España, situada en la provincia y diócesis de León, parte jurídica de Sahagún, perteneciente al ayuntamiento de Cubillas de Rueda, caminando por la ribera del Esla arriba, en la margen izquierda, a unos 40 kilómetros de la ciudad de León. Se ubica en el nordeste de la provincia, a medio camino entre las localidades de Mansilla de las Mulas y Cistierna, aledaña a pueblos como Gradefes, Herreros de Rueda, Villahibiera y Quintana de Rueda.

## Procedencia del nombre
El nombre de Sahechores procede de un genitivo: Santi Victores, del latín Víctor (vencedor), usado corrientemente en la antigua Roma.
López Santos lo documenta como “Sant Fechores”, forma que aparece en el Becerro de las Presentaciones de la catedral de León. Sancti Fictoris – Santo Fechores (a. 1182) – Sancti Victoris (a. 1211) – Sancto Victores (a. 1211,52, p. 116) – San Fechores – Sahechores. Así se halla enunciado en varias escrituras. El origen (según este autor, el más fiable) viene, como se ve, de uno de los patronos del lugar, san Víctor; y es probable que en principio fuera una ermita de la época visigótica dedicada a San Víctor y Santa Corona, mártires.

## Demografía
Sahechores de Rueda ha venido manteniendo una paulatina  despoblación en los últimos años, debido al creciente envejecimiento de su población y a las exiguas posibilidades de trabajo y subsistencia que se dan en la comarca, lo que alienta la emigración de la escasa población joven hacia la capital o hacia otras provincias. 
Actualmente su población es de unos 250 habitantes, cifra que en los meses estivales  se ve considerablemente aumentada, en torno a 2000 habitantes.  De estos habitantes, tan sólo una mínima parte constituye la población activa, que fundamentalmente se dedica a la agricultura y la ganadería ovina.
La pirámide muestra una población con un claro predominio de la vieja sobre la joven y adulta.

## Climatología
Sahechores de Rueda posee un clima continental, con inviernos muy fríos y largos y veranos calurosos. Se encuentra a una altitud de 880 metros por encima del nivel del mar.

## Fiestas y tradiciones
La fiesta principal de Sahechores de Rueda es la Virgen de los Dolores, cuya fecha es el 15 de septiembre, aunque tradicionalmente en esta localidad se viene celebrando siempre el fin de semana posterior. Es tradicional también el corro de aluches que se lleva a cabo durante esta celebración.
Otra fiesta relevante tiene lugar el 14 de mayo, en que se festeja la solemnidad de los patronos del pueblo: san Víctor y  santa Corona, tradicionalmente venerados como protectores del bienestar del pueblo,  razón por la cual en dicha festividad se les sacaba en procesión por los campos para invocar un año de lluvias y buenas cosechas.
Es tradición en el pueblo la veneración de la sagrada familia, representada mediante la costumbre consistente en acoger por turno en cada una de las casas de la localidad, permanentemente durante todo el año, una arqueta de madera  y cristal con las figura de la Virgen, San José y el Niño.

## Historia
Respecto al período relativo a la prehistoria se han hallado vestigios de primitivas industrias líticas en períodos tan antiguos como el Paleolítico inferior. Se trata de yacimientos Achelenses, que aparecen al aire libre con piezas despositadas en la superficie de las terrazas del río Esla. Estas piezas son instrumentos de piedra utilizados por grupos humanos prehistóricos, y luego abandonados en su estrategia de subsistencia cazadora, carroñera y recolectora en las inmediaciones de los cursos fluviales. Sin embargo, las alteraciones sufridas por dichas piezas hacen difícil conocer para qué fueron utilizadas, lo que, junto al carácter superficial de los hallazgos y la falta de datos paleoambientales impide una datación directa de estos yacimientos cuaternarios.
En períodos más cercanos, tenemos algunos elementos con características que podemos situar en la época romana. En el camino actualmente denominado “La Malata”, que une el pueblo con la carretera secundaria que conduce al vecino pueblo de Gradefes, podemos encontrar un puente que unía las dos orillas de lo que antes era el río, que se ha convertido hoy en una presa. De este puente solamente se conservan los pilares situados en ambas orillas.
En este mismo camino cerca del puente se encontraba también el Hospital de la Malata. Una vez derruido el antiguo puente que sobre el río se alzaba en el término de la Malata quedó sin finalidad el hospital, que fue siguiendo el mismo camino de demolición que el puente, hasta llegar a verse reducido todo ello a un sencillo y solitario templo al que dieron el nombre de La Magdalena, ermita con su ermitaño, en donde se veneraba la imagen de esta Santa. También en dicha ermita radicaba la Cofradía del mismo nombre, muy conocida por las cuantiosas haciendas que poseía, no sólo en el contorno, sino también en pueblos distantes, que en su mayor parte eran tributarios de la ermita. Hoy todo ello ha quedado reducido a escombros, paredones desmoronados y cuatro libros mugrientos que, guardados en viejas arcas, siguen dejando testimonio de lo que esta institución y estos pueblos fueron en mejores edades. Queda también la imagen venerada de La Magdalena, la cual fue trasladada por los vecinos de Sahechores juntamente con su retablo al templo parroquial, que ha sido recientemente restaurada para devolverle su policromía original, deteriorada y sobrepintada a través de los siglos.
La iglesia,como ya se ha dicho, podría originariamente haber sido con toda probabilidad una ermita visigótica. Situada en el extremo norte del pueblo, muy cerca del río Esla, es una arquitectura que ha sido objeto de continuas reformas. Seguramente la construcción en su origen no difiriera mucho en un principio de la actual.
Se trata de una construcción de planta en forma de cruz latina, con varias dependencias anejas a ambos lados de la planta. En la parte inferior del pie de la cruz, por su parte externa, se halla adosado el campanario o espadaña, hogar desde hace tiempo de múltiples familias de cigüeñas. Asimismo tiene adosado el cementerio, con su osario correspondiente, en la parte exterior izquierda del recinto.
La cabecera de la iglesia está presidida por tres esculturas: en el centro, la Virgen de los Dolores, una piedad hecha en madera policromada recientemente restaurada, cuya fiesta se celebra en el pueblo cada mes de septiembre, flanqueada por las esculturas de los patronos del pueblo, san Víctor y santa Corona. Antiguamente se tiene fe de la existencia de un rico retablo que en épocas anteriores fue posiblemente, trasladado al museo de la catedral de León.
Las paredes frontales de ambos brazos de la cruz están también decoradas con esculturas situadas en hornacinas, entre las que se encuentra la ya citada de la Magdalena.
El molino. Actualmente restaurado y destinado a vivienda particular, está también situado en el camino de la Malata. Construido con adobe y tapial, tiene planta rectangular y cubierta a dos aguas.
La molienda fue en épocas antiguas una actividad habitual e importante para la economía y la alimentación, abundando los molinos al lado de los ríos, presas y arroyos. Por ello es frecuente  que en la época medieval se tuvieran muy en cuenta en las disposiciones forales, cartas pueblas  y pactos.

Acerca de esta construcción se sabe que, en mayo de 1220, Alfonso Petri, su mujer Marina Gundisalvi y sus hijos hacen carta de venta a don Rodrigo, obispo de León, de toda la heredad que tienen en Sant Fechores y en su término. Cuatro años más tarde, en 1224, el obispo lo dona a la abadesa del monasterio de Gradefes. En 1242, en abril, doña Teresa Estébanez da su cuerpo y cuanta heredad posee en Sant Fechores a doña Teresa Alfonso, abadesa de Gradefes y al convento del mismo nombre, estando presente el clérigo de Sanfechores, don Rodrigo.
También en este pueblo tenía el monasterio de Gradefes varias heredades, haciendas y foros, entre ellas un molino “con dos ruedas” – dice la escritura- y su casa, que es el molino del Pozo”. Algunos siglos después, en 1548, sostuvieron la abadesa y comunidad de Gradefes un litigio ganado en la Real Chancillería de Valladolid contra Martín del Pozo, vecino de Sahechores, sobre la propiedad de este molino, que dicho Martín llevaba como suyo y no obstante era del convento. En virtud de sentencia se le despojó de él, siendo condenado al pago de las costas.
De 1626 hemos visto la escritura de arriendo y fuero que a favor del convento de Gradefes otorga Francisco del Pozo, vecino de Sahechores, con obligación de pagar anualmente trece cargas de trigo, dos de centeno y dos gallinas “por la lleva de la casa y molino con dos ruedas que este monasterio tiene en término de dicho lugar”.
Existe en este pueblo la heredad que aún lleva el nombre de “Las tierras de los Canónigos”.
Heráldica.  Se conserva un escudo de armas en un edificio del pueblo. En uno de sus campos resaltan el castillo y un león coronado. Parecen sustentar el escudo dos conchas, como si indicaran que estas armas pertenecieron a algún Caballero de Santiago. Remata el escudo un altivo yelmo y a los lados penden dos lambrequines.
Población.
Según Pedro de Mellanzos, procurador de la villa y tierra de Rueda, en el año 1463 había 15 vecinos en Sahechores, de los cuales eran: 12 hombres buenos, un hidalgo y dos monteros.
En la “relación de la copia de los vecinos que se fallaron en la villa de Rueda e su tierra para el repartimiento de las alcabalas” de 1474 y 1475, el lugar de Sahechores aparece con XV cañamas.
Entre los 160 “vallesteros e escudados” de los concejos de tierra de Rueda que se desplazaron por tercera vez a Villada y Villacidalen para prestar servicio de armas al Almirante don Fadrique, había cuatro de Sahechores: Pedro Callado, Luys, Pedro García y Pedro el yerno de Alonso de Era” (4 de junio de 1470)
Alonso Domenques, vecino de Sahechores, fue nombrado procurador general de la villa y tierra de Rueda para el año 1471. El 8 de marzo de aquel año se reunieron en su casa en Sahechores el juez de Rueda (Juan de Villaherruel), dos regidores y un jurado para hacer un repartimiento de los tapiales y almenas que necesitaba el castillo de Villapadierna, tal y como el Almirante había ordenado. Entre los 510 hombres de la ribera de  Rueda que fueron a trabajar en aquella obra aparecen algunos de Sahechores: “han de yu dies”.
En 1520, el pueblo de Sahechores tenía una población de 22 vecinos:
3 ½ hidalgos
18 ½ pecheros
En un libro de cuentas del convento de Gradefes – año 1789- se lee: “Madera: se comparon al Mayorazgo de Sahechores tres chopos de 320 rls”,  por lo cual sabemos que en esta época contaba el pueblo con un mayorazgo.